# 봄바디어 터보스타
봄바디어 터보스타(Bombardier Turbostar)는 1997년부터 2011년까지 영국 더비 리치처치 레인 웍스에서 ADtranz와 봄바디어 트랜스포테이숀이 공동 제작한 디젤 동력분산식 열차(DMU)로, 영국 철도 민영화 이후 최초로 도입된 열차이다. 2001년까지는 ADtranz 터보스타라는 이름으로 판매되었다.

## 개요

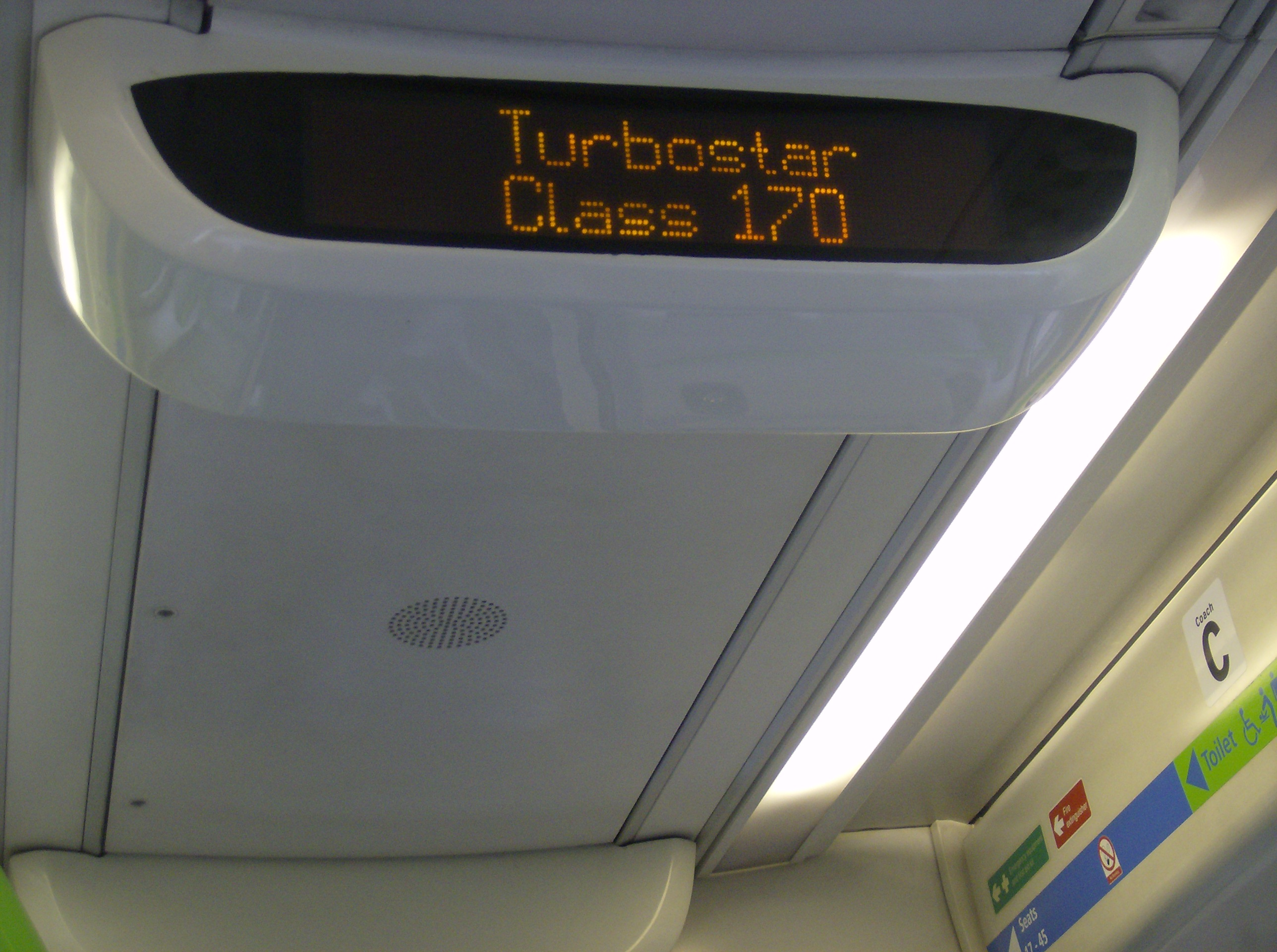
온보드 스테이션 모니터

터보스타와 일렉트로스타 플랫폼은 동일한 기본 설계, 차체, 핵심 구조를 공유하는 모듈형 설계로, 신속한 제작과 간편한 유지보수에 최적화되어 있다. 여러 개의 알루미늄 합금 압출재를 이음매 용접하여 만든 공통 언더프레임과 그 위에 차체 측면 패널을 장착한 후 다시 압출재로 제작된, 일체형 루프로 구성되어 있다. 운전석은 유리 강화 플라스틱 과 강철로 제작되며, 차체에 훅볼트로 고정되어 있다. 언더프레임 구성품은 래프트 형태로 모여 언더프레임 압출재의 슬롯에 볼트로 고정되어 있다. 
디젤 엔진은 중간에 MTU 6R 183TD13H로 변경되었다. 카르단 샤프트는 기어박스 출력을 각 차량의 내부 보기에 있는 ZF 최종 드라이브에 연결되어 있다. 엔진과 변속 장치는 차체 아래에 위치하며, 차량당 하나의 보기에는 동력이 공급되고 다른 보기에는 동력이 공급되지 않는다.
172는 여러 면에서 이전 모델과 기계적으로 다르다. 엔진은 더 강력하고 깨끗한 MTU 6H1800R83이고, 변속기는 기계식 6단 ZF Ecomat-Rail이며, 더 가벼운 봄바디어 FLEXX-ECO 보기와 중공 차축이 탑재되어 있다. 배기 시스템 또한 더 조용하며 168/170/171의 배기 시스템 특유의 특징이 없다. 터보스타는 여러 철도 운영 회사에서 사용하기 위해 도입되었으며, 각 회사는 서로 다른 사양을 가지고 있다. 후기형 차량의 가장 눈에 띄는 차이점 중 하나는 안전상의 이유로 헤드라이트가 더 커졌다는 것이다.

## 차량
각 차량에는 168xxx, 170xxx, 171xxx, 또는 172xxx라는 번호가 매겨져 있다. 주행 차량의 경우 50xxx와 79xxx, 중앙 차량의 경우 54xxx, 55xxx, 56xxx라는 번호가 매겨져 있다.
| 등급           | 사진 | 도입   | 번호 | 끝 통로          |
| -------------- | ---- | ------ | ---- | ---------------- |
| 168 (클럽맨)   |      | 1998년 | 28   | 없음             |
| 170 (터보스타) |      | 1998년 | 122  | 없음             |
| 171 (터보스타) |      | 2003년 | 17   | 없음             |
| 172 (터보스타) |      | 2010년 | 39   | 172/2 및 172/3만 |
| 172 (터보스타) |      | 2010년 | 39   | 172/2 및 172/3만 |